# I Want You (canção de Savage Garden)
"I Want You" foi o primeiro single da banda australiana Savage Garden, lançado originalmente em 1996.

## Lançamento
A música foi lançada nas rádios australianas em meados do ano de 96, pela Village Roadshow Music, alcançando grando sucesso. O single tournou-se o mais vendido do país naquele ano, e recebeu o prêmio de Melhor Single de Estreia no ARIA Awards.
Lançada na América do Norte e Europa em 1997, a faixa atingiu o Top 5 do Billboard Hot 100 e foi o primeiro sucesso internacional da banda. No Reino Unido, o single contou ainda com um relançamento, no ano de 1998.

## CD Single
Foram lançadas, em ordem cronológica, as seguintes versões do single:

### Austrália (1996)
Versão vermelha
1. "I Want You" - 3:53
2. "Fire Inside The Man" - 4:11

Versão remixes
1. "I Want You (Original Radio Version)" - 3:54
2. "I Want You (Flu - Club Mix)" - 6:22
3. "I Want You (Pee Wee - Club Mix)" - 6:30
4. "I Want You (Flu - Radio Edit)" - 3:44
5. "I Want You (Flu - Midnight Mix)" - 6:24

### Estados Unidos (1997)
Versão simples
1. "I Want You" - 3:53
2. "Tears of Pearls" - 3:46

US remixes
1. "I Want You" (Album version) – 3:53
2. "I Want You" (Jason Nevins' Radio Remix) – 3:37
3. "I Want You" (Bastone Club Mix) – 8:30
4. "I Want You" (I Need I Want Mix) – 7:55
5. "I Want You" (Hot Radio Mix) – 3:33

### Reino Unido (1998)
CD single 1
1. "I Want You '98" (Bascombe Mix)
2. "I Want You" (Sash! Radio Edit)
3. "To The Moon And Back" (Karaoke Version)

CD single 2
1. "I Want You '98" (Sash Extended Mix)
2. "I Want You" (Sharp Miami Mix)
3. "I Want You" (Xenomania Funky Mix)

## Paradas
| Parada semanal (1996-98)                      | Posição |
| --------------------------------------------- | ------- |
| Austrália (ARIA Singles Chart)                | 4       |
| Austria (Ö3 Top 40 Singles Chart)             | 14      |
| Bélgica (Ultratop 50 Singles Chart)           | 27      |
| Bélgica (Valônia) (Ultratop 40 Singles Chart) | 33      |
| Canadá (Canadian Singles Chart)               | 1       |
| Holanda (MegaChart Top 50 Singles Chart)      | 38      |
| França (SNEP Singles Chart)                   | 15      |
| Nova Zelândia (RIANZ Singles Chart)           | 13      |
| Suécia (Sverigetopplistan)                    | 11      |
| Suíça (Singles Chart)                         | 21      |
| Reino Unido (UK Singles Chart)                | 11      |
| Estados Unidos (Billboard Hot 100)            | 4       |
| Estados Unidos (Billboard Top 40 Mainstream)  | 1       |
| Estados Unidos (Billboard Adult Contemporary) | 1       |

## Televisão
A faixa foi o tema de encerramento da terceira temporada do anime JoJo's Bizarre Adventure: Diamond is Unbreakable.[carece de fontes?]
A música também apareceu na abertura do episódio #13 da 15ª temporada da série norte-americana Supernatural, intitulado "Destiny's Child".